# Sonerila firma
Sonerila firma är en tvåhjärtbladig växtart som först beskrevs av George Henry Kendrick Thwaites och Charles Baron Clarke, och fick sitt nu gällande namn av Lundin. Sonerila firma ingår i släktet Sonerila och familjen Melastomataceae. Inga underarter finns listade i Catalogue of Life.